# Ospriocerus longulus
Ospriocerus longulus là một loài ruồi trong họ Asilidae. Ospriocerus longulus được Loew miêu tả năm 1866. Loài này phân bố ở vùng Tân Bắc giới.